# Bledius litoralis
Bledius litoralis ist ein Käfer aus der Familie der Kurzflügler (Staphylinidae). 

## Merkmale
Die Käfer sind mit einer Körperlänge von rund sechs Millimetern verhältnismäßig groß für Arten der Gattung Bledius. Der Hinterwinkel des Halsschildes ist klein und rechteckig, wobei die Seite davor sichtbar ausgeschweift ist. Der Halsschild ist matt und chagriniert und trägt längs eine sehr feine, etwas vertiefte Mittellinie. Er ist an den Seiten dichter, in der Mitte spärlich punktförmig strukturiert. Die Deckflügel sind gleich lang wie zusammen breit. Sie haben eine braunrote Färbung und tragen meist einen dunklen Skutellarmakel. Selten sind sie komplett schwarz gefärbt. Die Beine sind rotbraun gefärbt, die Schenkel (Femora) sind schwärzlich.

## Vorkommen und Lebensweise
Die Art ist im Norden der Paläarktis verbreitet und kommt in Europa boreoalpin vor. In Mitteleuropa findet man sie im gesamten Alpen- und Voralpenraum, darüber hinaus in Frankreich in Savoyen und Dauphiné und den Pyrenäen. Sie besiedeln die Ufer von Gebirgsbächen und -flüssen bis in Höhen von etwa 1500 Metern. Sie leben dort an lehmig-sandigen Stellen. Die Tiere sind in Mitteleuropa weit verbreitet, kommen aber nur lokal und nicht häufig vor.